# Alpes del Salzkammergut y de Alta Austria
Los Alpes del Salzkammergut y de Alta Austria (en alemán Oberösterreichisch Salzkammerguter Alpen) son una sección del gran sector Alpes del noreste, según la clasificación SOIUSA. Su pico más alto es el Hoher Dachstein, con 2.993 m. 
Se encuentran en Austria (Salzburgo, Estiria y Alta Austria).
Toman el nombre del Salzkammergut, comarca austriaca de particular mérito y de Alta Austria, Land austriaco.